# Mięsichówka ogórkowonna

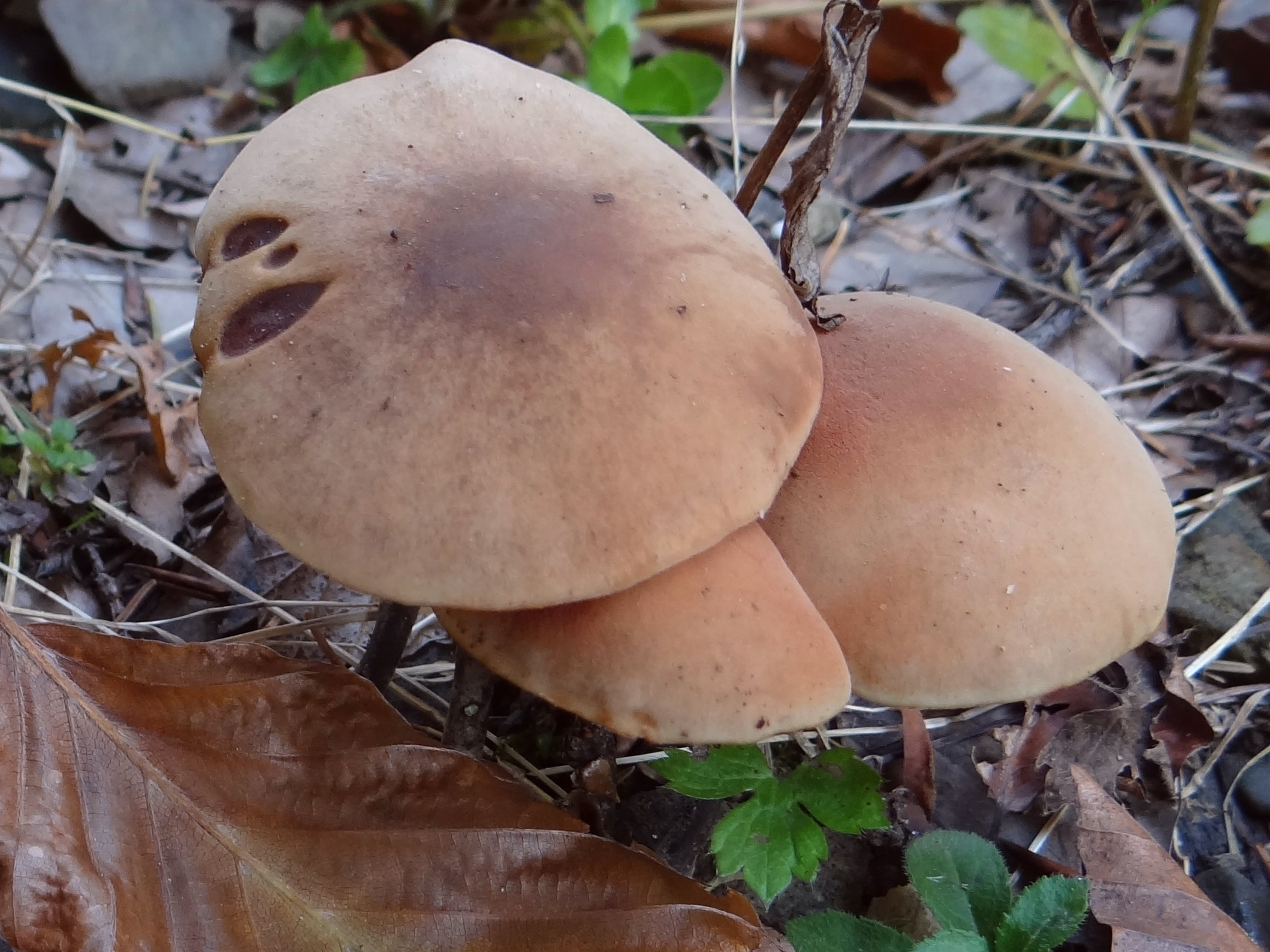
Kapelusz o aksamitnej powierzchni

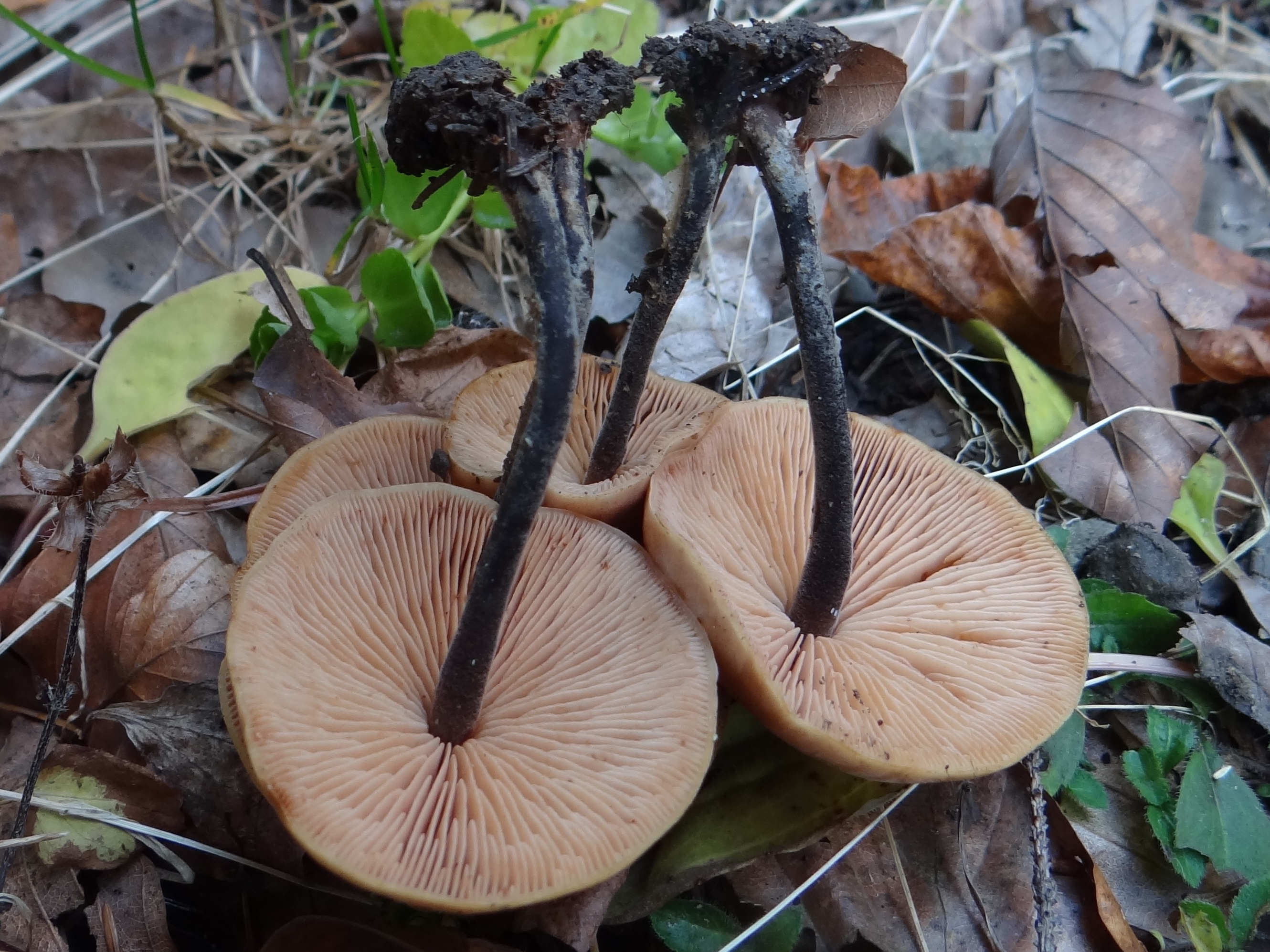
Blaszki i trzon starszych okazów

Mięsichówka ogórkowonna (Macrocystidia cucumis (Pers.) Joss.) – gatunek grzybów z rzędu pieczarkowców (Agaricales).

## Systematyka i nazewnictwo
Pozycja w klasyfikacji według Index Fungorum: Macrocystidia, Macrocystidiaceae, Agaricales, Agaricomycetidae, Agaricomycetes, Agaricomycotina, Basidiomycota, Fungi.
Po raz pierwszy takson ten zdiagnozował w 1796 r. Christian Hendrik Persoon nadając mu nazwę Agaricus cucumis. Obecną, uznaną przez Index Fungorum nazwę nadał mu w 1934 r. Marcel Josserand, przenosząc go do rodzaju Macrocystidia.
Rodzajowa nazwa łacińska pochodzi od tego, że gatunek ten posiada bardzo duże cystydy, nazwa gatunkowa od zapachu podobnego do ogórków (cucumis = ogórek).
Synonimów naukowych ma ponad 20. Niektóre z nich:

- Agaricus cucumis Pers. 1796
- Agaricus nigripes Trog 1832
- Agaricus piceus Kalchbr. 1874
- Agaricus pisciodorus Ces. 1861
- Galera cucumis (Pers.) Quél. 1880
- Hylophila cucumis (Pers.) Quél. 1886
- Macrocystidia latifolia (J.E. Lange) Arnolds
- Naucoria cucumis (Pers.) P. Kumm. 1871
- Nolanea nigripes Sacc. 1887
- Nolanea picea (Kalchbr.) Gillet 1876
- Nolanea pisciodora (Ces.) Gillet 1876[3].

Nazwę polską nadał Władysław Wojewoda w 2003. W polskim piśmiennictwie mykologicznym gatunek ten opisywany był też jako mięsicha ogórkowa, skórzak ogórkowy, bedłka ogórkowa, drobniak ogórkowy i nicówka ogórkowa.

## Morfologia
Kapelusz
Średnica 2–5 cm, początkowo dzwonkowaty, później wypukły do płaskiego. Powierzchnia gładka i aksamitna, barwa od czerwonobrązowej do ciemnokasztanowej. Brzegi jaśniejsze – żółtobrązowe lub mięsnoróżowe, jednak jaśniejsza ich barwa szybko zanika i u starszych okazów brzegi kapelusza są ubarwione tak samo jak kapelusz.
Blaszki
Dość gęste, wybrzuszone, przy trzonie zatokowato wycięte, początkowo białawe, później ochrowe, ochrowo-różowe, łososiowe.
Trzon
Wysokość 4–8 cm, grubość 0,5 cm, walcowaty twardy, chrząstkowaty. Powierzchnia biało omszona, o barwie od ciemnoczerwonobrązowej do czarnobrązowej, tylko pod samym kapeluszem jaśniejsza.
Miąższ
Ciemnobrązowy, o charakterystycznym zapachu podobnym do ogórków lub śledzi. Smak łagodny. Niektórzy uważają nawet, że ma zapach tranu. Jest on intensywny, że po wzięciu grzyba do ręki długo utrzymuje się na palcach.
Cechy mikroskopowe
Wysyp zarodników ochrowy. Zarodniki gładkie, eliptyczne, nieamyloidalne, o rozmiarach 7–19 × 3–4,5 μm. Mają zmienną barwę: białawą, różowawą, brudnożółtawą, bladoróżowo-brązową. Cystydy lancetowate, o szerokości do 20 μm i długości do 90 μm.
Gatunki podobne
Zapach jest tak charakterystyczny, że umożliwia bezbłędne odróżnienie tego gatunku od innych podobnych. Charakterystyczne są także niektóre cechy morfologiczne; ciemnobrązowy kapelusz o aksamitnej w dotyku powierzchni i u młodych owocników wyraźnie jaśniejszych brzegach, trzon bardzo ciemny, często czarny.

## Występowanie i siedlisko
Występuje w Ameryce Północnej i w Europie. W Polsce jest dość częsta.
Rośnie pojedynczo lub kępkami w lasach (szczególnie pod sosnami i jodłami), ogrodach, parkach, polach uprawnych, przy drogach. Rozwija się na resztkach drzewnych wśród traw i na igliwiu. Obserwowano go również na plantacjach ziemniaka. Owocniki wytwarza od czerwca do listopada.

## Znaczenie
Saprotrof żyjący na resztkach drzewnych i korze drzew. Według niektórych autorów jest grzybem niejadalnym, w Ameryce Północnej jest zbierany przez grzybiarzy, ale rzadko.